# Smrt a státní pohřeb Jiřího VI.
Státní pohřeb Jiřího VI., krále Spojeného království Velké Británie a Severního Irska, se konal 15. února 1952. Jiří VI. zemřel 6. února brzy ráno v Sandringham House v Norfolku. Začalo období státního smutku a jeho starší dcera a nástupkyně, královna Alžběta II. byla nástupnickou radou prohlášena novou panovnicí. Rakev Jiřího VI. ležela v kostele svaté Máří Magdalény v Sandringhamu až do 11. února, kdy byla v průvodu přenesena na nedaleké nádraží Wolferton. Později byla vlakem převezena na londýnské nádraží King's Cross, odkud ji další slavnostní průvod převezl do Westminster Hall ve Westminsterském paláci, kde král ležel tři dny ve státní svatyni. Místem prošlo asi 304 000 lidí a tvořily se fronty dlouhé až 6,4 km.
Pohřeb Jiřího VI. se konal 15. února a začal dalším slavnostním průvodem na nádraží Paddington, přičemž rakev byla tradičně nesena na lafetě tažené námořníky královského námořnictva. Průvod doprovázeli Alžběta II., královna Alžběta, princezna Margaret a čtyři královští vévodové. Zúčastnila se také řada zahraničních panovníků a dalších představitelů. Po příjezdu do Paddingtonu byla rakev naložena do vlaku a odvezena do Windsoru. Další průvod nesl rakev městem do kaple svatého Jiří na hradě Windsor, kde se konala bohoslužba a král byl uložen do královské hrobky.
Tento průvod byl prvním pohřbem britského panovníka, který byl přenášen televizí, a možná vedl k zahájení masového nákupu televizních přijímačů. V roce 1969 bylo královo tělo přemístěno do nově vybudované pamětní kaple krále Jiřího VI. v kostele svatého Jiří, kde k němu v roce 2002 bylo připojeno tělo jeho manželky Alžběty, královny matky a popel jeho dcery princezny Margaret. V září 2022 byli do kaple vedle nich uloženi i královna Alžběta II. a její manžel princ Philip.

## Smrt

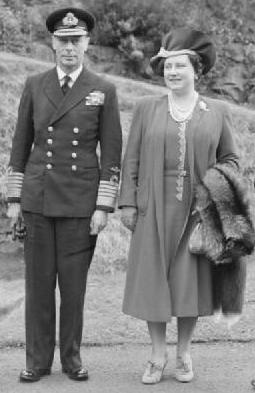
Král Jiří VI. s manželkou Elizabeth

V září 1951 podstoupil Jiří VI. operaci plic, ze které se již nikdy plně nezotavil. Zemřel ve spánku v Sandringham House v Norfolku 6. února 1952 ve věku 56 let. Jeho komorník ho objevil v 7:30 ráno a zprávu sdělil Buckinghamskému paláci telefonicky, přičemž použil kód „Hyde Park Corner“, aby na zprávu neupozornil operátory ústředny. Širšímu světu byla zpráva oznámena až v 11:15, kdy hlasatel BBC John Snagge přečetl v rozhlase slova: „S největším zármutkem oznamujeme následující...“. Zpráva se opakovala každých patnáct minut po sedmkrát, než se vysílání na pět hodin odmlčelo. Na znamení úcty se po dvě hodiny každou minutu rozezněl zvon Great Tom v katedrále svatého Pavla a také zvony ve Westminsterském opatství. Zvon Sevastopol, trofej z krymské války na hradě Windsor, který se rozeznívá pouze v případě královského úmrtí, zazněl 56krát, jednou za každý rok života Jiřího VI. mezi 13:27 a 14:22.
Na královské pohřby dohlíží hraběcí maršál, což je dědičná funkce, kterou v té době zastával Bernard Fitzalan-Howard, 16. vévoda z Norfolku. Hraběcí maršál má pro své účely vyčleněnou kancelář v St James's Palace+ v Londýně. V době smrti Jiřího VI. byly tyto kanceláře v rekonstrukci a musely být narychlo znovu otevřeny. Bylo demontováno lešení, nastěhován nábytek a instalovány telefony, osvětlení a topení; kanceláře byly připraveny do 17:00.

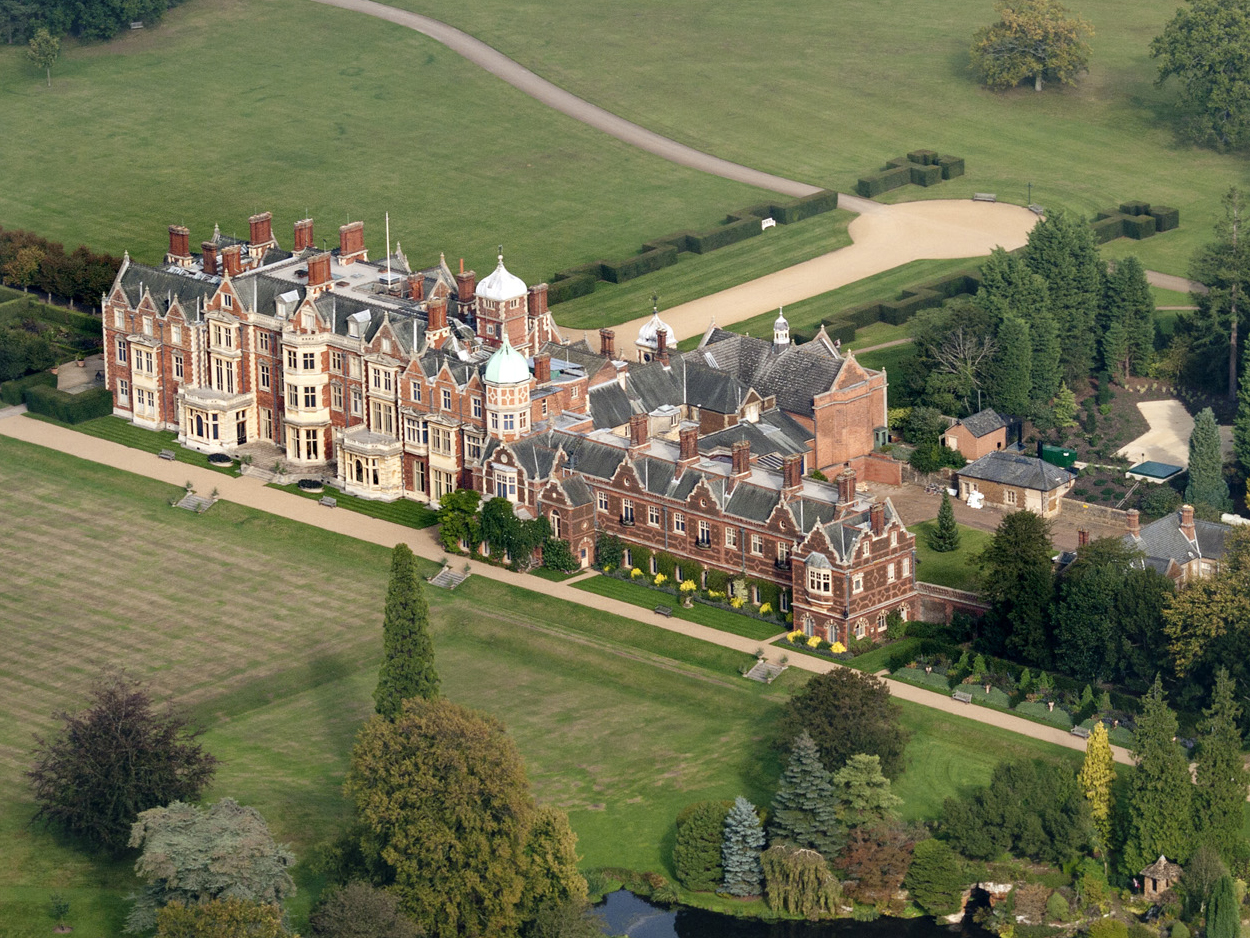
Sandringham House, místo, kde král zemřel

Dolní sněmovna se sešla v 11:58, aby vyjádřila svůj zármutek, a poté jednání přerušila, aby vyčkala na rozhodnutí Rady pro nástupnictví ohledně příštího panovníka, která se sešla v 17:00 v Entrée Room v St James's Palace a potvrdila Alžbětu II. jako nástupkyni Jiřího VI. Oficiální vyhlášení nástupu provedl Podvazkový král (Garter King of Arms) zbraní v Proclamation Gallery na východním průčelí paláce, kterému předcházelo troubení hudebníků z Life Guards, přičemž událost snímaly čtyři televizní kamery. Od té doby vrchní šerifové opakovali vyhlášení na radnicích měst a obcí po celé zemi. V Manchesteru se proklamace zúčastnilo asi 5 000, v Birminghamu 10 000 a v Edinburghu 15 000 lidí.
Po smrti Jiřího VI. následovalo období národního smutku. Ragbyové a hokejové zápasy byly odloženy, ačkoli fotbalové zápasy pokračovaly se zpěvem národní hymny a hymny „Zůstaň se mnou“ (Abide with Me) před každým zápasem. Vzpomínkové bohoslužby se konaly v kostelech všech denominací po celé zemi i po celém světě, dokonce i v komunistických státech. Proti smutku se vyskytl určitý odpor, sociální výzkumníci z Mass-Observation zaznamenali jednu šedesátiletou ženu, která se ptala: „Co se děje? Copak nemyslí na staré lidi, nemocné, invalidy? Je to pro ně hrozné, všechno to šero“. Při jiné příležitosti organizace zaznamenala, že v baru v Notting Hill vypukla rvačka poté, co jeden muž o králi řekl: „Je to teď jenom hovno a špína jako každý jiný“.

## Pohřební cesta

### Cesta do Londýna
Tělo Jiřího VI. bylo uloženo do rakve vyrobené z dubového dřeva vypěstovaného na panství Sandringham. Rakev byla uložena v kostele svaté Máří Magdalény v Sandringhamu, kde se král během pobytu na panství účastnil bohoslužeb. Dne 11. února byla rakev zahalená do královské standarty, na kterou jeho manželka královna Alžběta položila květinový věnec, vynesena z kostela a naložena na dělový vůz královského jízdního dělostřelectva, který ji odvezl na nedaleké nádraží Wolferton. Rakev následovali pěšky bratr zesnulého krále princ Henry, vévoda z Gloucesteru, a zeť princ Philip, vévoda z Edinburghu. Nová královna Alžběta II. se svou sestrou princeznou Margaret a královnou Alžbětou jely za nimi autem. Zaměstnanci panství Sandringham a jejich rodiny následovali v průvodu část cesty a veřejnost lemovala většinu trasy.
Po příjezdu na nádraží rakev z dělového vozu vyjmulo osm vojáků granátnické gardy a uložilo ji do železničního vozu, stejného vozu, který na stejné cestě do Londýna vezl rakev Jiřího V. (otce zesnulého krále). Vůz táhla lokomotiva LNER Thompson třídy B2 61617 Ford Castle, neboť obvyklá lokomotiva královského vlaku, 61671 Royal Sovereign, nebyla k dispozici. Trať vyžadovala v King's Lynn obrátku, takže lokomotiva byla vyměněna za BR Standard Class 7 70000 Britannia. Střechy kabin lokomotiv byly pro tuto příležitost natřeny na bílo, jak je u lokomotiv britského královského vlaku tradicí. Britannia dorazila na londýnské nádraží King's Cross v 14:45.

### Procesí v Londýně

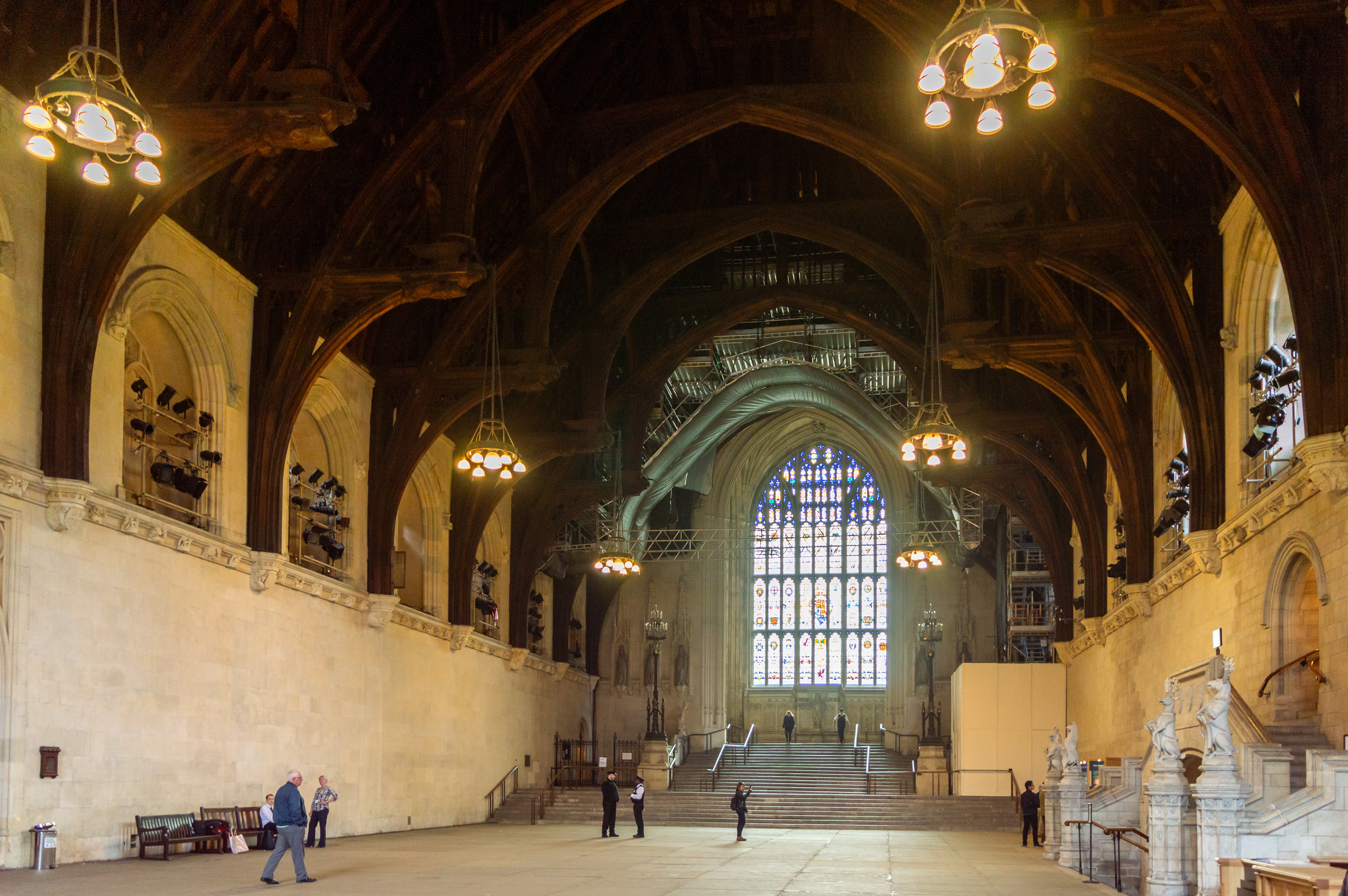
Interiér Westminster Hall v Londýně, kde byla rakev vystavena

Před příjezdem do Londýna byla na rakev položena královská koruna na polštáři. Rakev vyneslo z vlaku osm příslušníků granátnické gardy a položilo ji na zeleně natřený dělový vůz, stejný, jaký byl použit při pohřebním průvodu Jiřího V. Alžběta II. s královnou Alžbětou a princeznou Margaret následovaly rakev pěšky až před nádraží a poté nastoupily do vozu, aby se vydaly na cestu za královnou Marií do Buckinghamského paláce. Královská rakev byla v průvodu dopravena do Westminster Hall. Rakev byla tažena na dělovém voze královskou jednotkou v doprovodu důstojníka a deseti mužů granátnické gardy, před nimiž jela jízdní policie. Za ní šli pěšky vévodové z Gloucesteru a Edinburghu, následováni členy královské rodiny Jiřího VI. Trasa průvodu vedla přes Kingsway, Aldwych, Trafalgarské náměstí a podél Whitehallu (kde vojenští důstojníci v průvodu vzdali čest Kenotafu) do Westminster Hall, která je součástí Westminsterského paláce.
Trasu lemovaly davy lidí, a aby se jim uvolnilo místo k stání, byly rododendrony na Parlamentním náměstí vytaženy nahoru. Průvod byl přenášen televizí, což bylo poprvé, kdy byla část královského pohřbu takto zpracována, a také rozhlasem. Rozhlasový komentář Richarda Dimblebyho z BBC byl od té doby chválen pro svou dojemnost. Historik D. R. Thorpe se domníval, že pohřeb pomohl nastartovat masový nákup televizorů, který se obvykle připisuje korunovaci Alžběty II. v následujícím roce.
Ve Westminster Hall byli přítomni členové obou komor parlamentu, kteří přihlíželi, jak gardisté nesou rakev do sálu. Průvod do sálu vedli zbrojní důstojníci, Gentleman Usher of the Black Rod (Brian Horrocks), ministr prací (David Eccles), hrabě Maršál, lord Velký komoří (James Heathcote-Drummond-Willoughby, 3. hrabě z Ancasteru) a bezprostředně před rakví děkan Westmisterského opatství (Alan Don) a arcibiskup z Yorku (Cyril Garbett). Za rakví následovali Alžběta II. a královna Marie, královna Alžběta a princezna Margaret (všechny přijely autem z Buckinghamského paláce). Bohoslužbu vedl arcibiskup z Yorku.
Rakev Jiřího VI. byla poté umístěna na pódium ve Westminster Hall pod bdělou stráží. Veřejnost si mohla rakev prohlédnout a občas na ni stála frontu dlouhou 4 míle (6,4 km). Během následujících tří dnů prošlo Westminster Hall asi 304 000 lidí. Počet lidí byl nižší než v případě Jiřího V., což bylo přičítáno vlivu rozsáhlého televizního zpravodajství. Po posledním dnu uložení do rakve trvalo týmu tří klenotníků dvě hodiny, než z korunovačních klenotů, které ležely na rakvi, očistili prach v rámci příprav na pohřeb.

## Pohřeb

### Londýn
Pohřeb Jiřího VI. se konal 15. února 1952. Smuteční hosté, včetně zástupců zahraničních vlád, se shromáždili před Westminster Hall v 8:15 hodin. Americkým zástupcem byl ministr zahraničí Dean Acheson. Belgický král Baudouin se pohřbu odmítl zúčastnit, údajně na radu svého otce Leopolda III., který choval zášť vůči britskému premiérovi Winstonu Churchillovi. Churchill kritizoval Leopolda za to, že během druhé světové války zůstal v nacisty okupované Belgii, místo aby utekl a vedl exilovou vládu. Baudouin se v roce 1953 zúčastnil pohřbu královny Marie.
V 9:30 byla rakev Jiřího VI. vynesena z Westminster Hall osmi vojáky granátnické gardy a umístěna na lafetu se zbraněmi. Rakev byla zahalena královskou standartou, na jejímž vrcholu byla umístěna koruna, koule a žezlo a věnec jeho manželky z orchidejí a konvalinek. Rakev byla umístěna na lafetu se zbraněmi, kterou podle královské tradice táhla skupina námořníků 3,5 míle (5,6 km) z New Palace Yard na nádraží Paddington, odkud měla vlakem dojet do Windsoru. Průvod vedla Ústřední kapela královského letectva a kapela Velšské gardy. Následoval oddíl RAF a zástupci sil Commonwealthu včetně Severní a Jižní Rhodesie, východní a západní Afriky (Královské africké pušky a Královské západoafrické pohraniční síly), Cejlonu, Pákistánu, Indie, Jižní Afriky, Nového Zélandu, Austrálie a Kanady. Následovaly oddíly z jednotek, které Jiří VI. zastával v pozici vrchního nebo čestného plukovníka, další jednotky britské armády, včetně kapel Coldstream Guards, Irish Guards a Royal Artillery. Nechyběl ani oddíl Královské námořní pěchoty (včetně její kapely). Následovali vysocí zahraniční a britští vojenští důstojníci, včetně pobočníků Jiřího VI. Po oddílu domácího jezdectva následovala kapela Skotské gardy a hromadné dudy pěti skotských a irských pluků. Další vysocí vojenští představitelé a členové královské domácnosti předcházeli a doprovázeli rakev, kterou doprovázeli Gentleman at Arms a Yeoman of the Guard. Za rakví nesla královskou standartu kavalérie Household před královniným kočárem, v němž jely Alžběta II. a královna Alžběta, princezna Margaret a princezna Royal, pěšky je následovali čtyři královští vévodové a vysocí představitelé armády a královské domácnosti.
Za nimi kráčeli králové Dánska (Fridrich IX.), Řecka (Pavel) a Švédska (Gustaf VI. Adolf) a prezident Francie (Vincent Auriol) v čele skupiny 20 hlav zahraničních států. Za nimi následovali vysocí komisaři států Commonwealthu a zástupci zahraničních delegací. Šest kočárů vezlo britské a zahraniční hodnostáře a hodnostářky, za nimiž následovali další členové královské rodiny, oddíl královské letky, další zahraniční hodnostáři a zástupci jejich ozbrojených sil. Následovala kapela Královského ženijního sboru a policejní kapela, před nimi oddíly všech policejních sborů v zemi a zástupci koloniálních policejních sborů. Zadní část průvodu tvořili zástupci hasičských sborů a Sboru civilní obrany. Během průvodu byla vypálena salva z 56 děl, jedna rána za každý rok králova života. Stejně tak se 56krát rozezněl Big Ben.

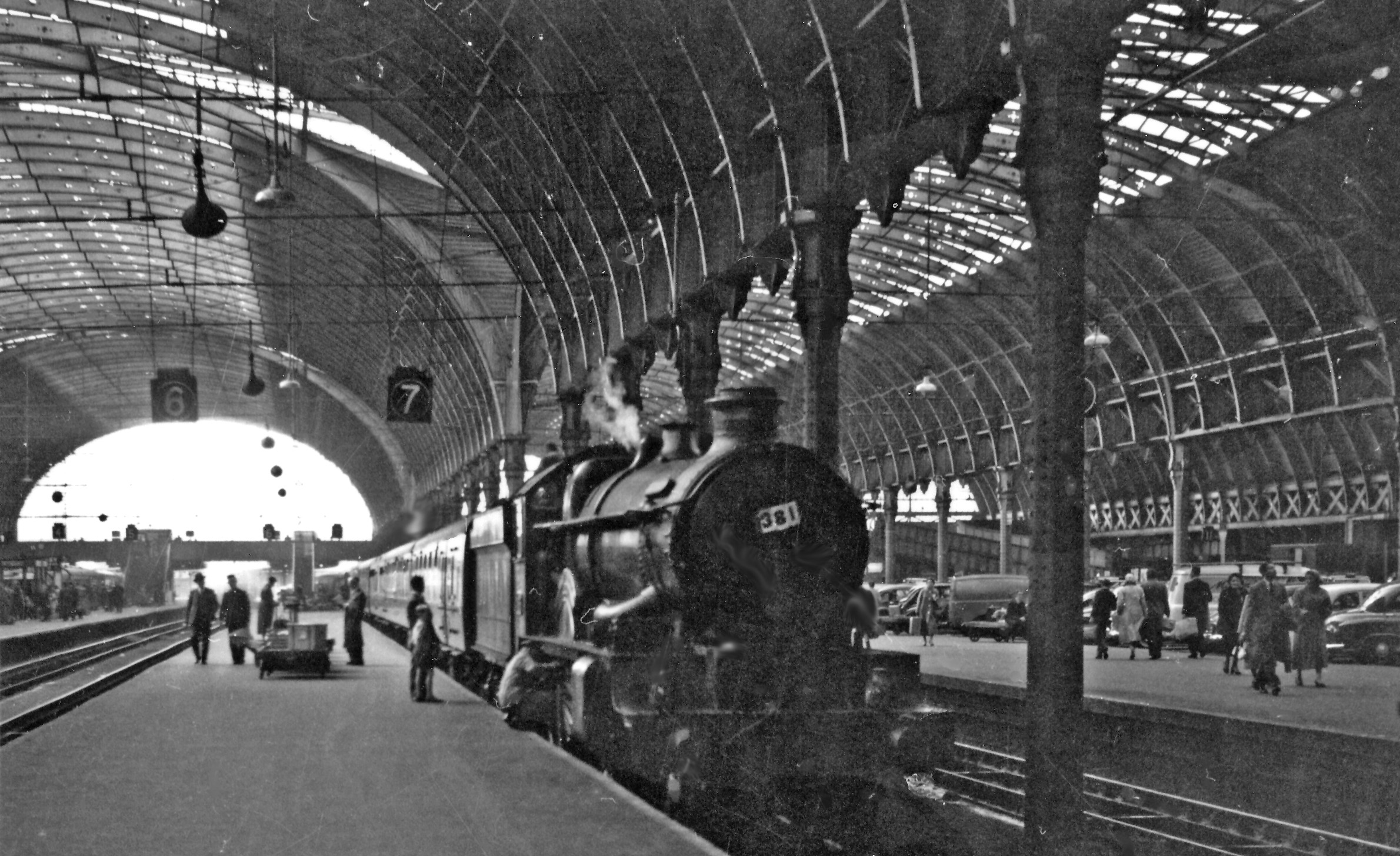
Nástupiště 8 na nádraží Paddington, odkud vyjel vlak s královou rakví na hrad Windsor

Acheson si ve zprávě pro výbor pro zahraniční záležitosti Sněmovny reprezentantů Spojených států stěžoval na čekání na začátku dne a na pomalé tempo průvodu, kterému trvalo 3 hodiny a 10 minut, než dorazil na nádraží. Vyjádřil se k tichu a nehybnosti davu, který označil za „solidní, odvážné, ale unavené lidi“.
Cestu lemovali vojáci, námořníci a letci britských sil, kteří stáli s obrácenými zbraněmi. Průvod prošel podél Whitehallu, kde opět zasalutoval Kenotafu, a později prošel Hyde Parkem k Marble Arch a podél Edgware Road. Průvod včetně rakve a kočáru přešel na nástupiště 8 v Paddingtonu. Královnina družina sestoupila, aby sledovala rakev, kterou osm gardistů přeneslo do královského vlaku. Královská rodina nastoupila do stejného vlaku a ostatní hosté jeli v samostatném vlaku. Vlak táhla lokomotiva GWR třídy 4073 7013 Bristol Castle, ačkoli na ní byly umístěny štítky lokomotivy 4082 Windsor Castle. Ta byla považována za vhodnější volbu, protože byla pojmenována podle královského sídla a kdysi ji řídil Jiří V., ale v den pohřbu nebyla k dispozici. Na znamení úcty bylo královské letectvo po dobu pohřbu uzemněno. Při jednom transatlantickém letu z Londýna do New Yorku, který se uskutečnil ve vzduchu v době pohřbu, všichni cestující vstali ze svých sedadel a sklonili hlavy na znamení úcty.

### Windsor

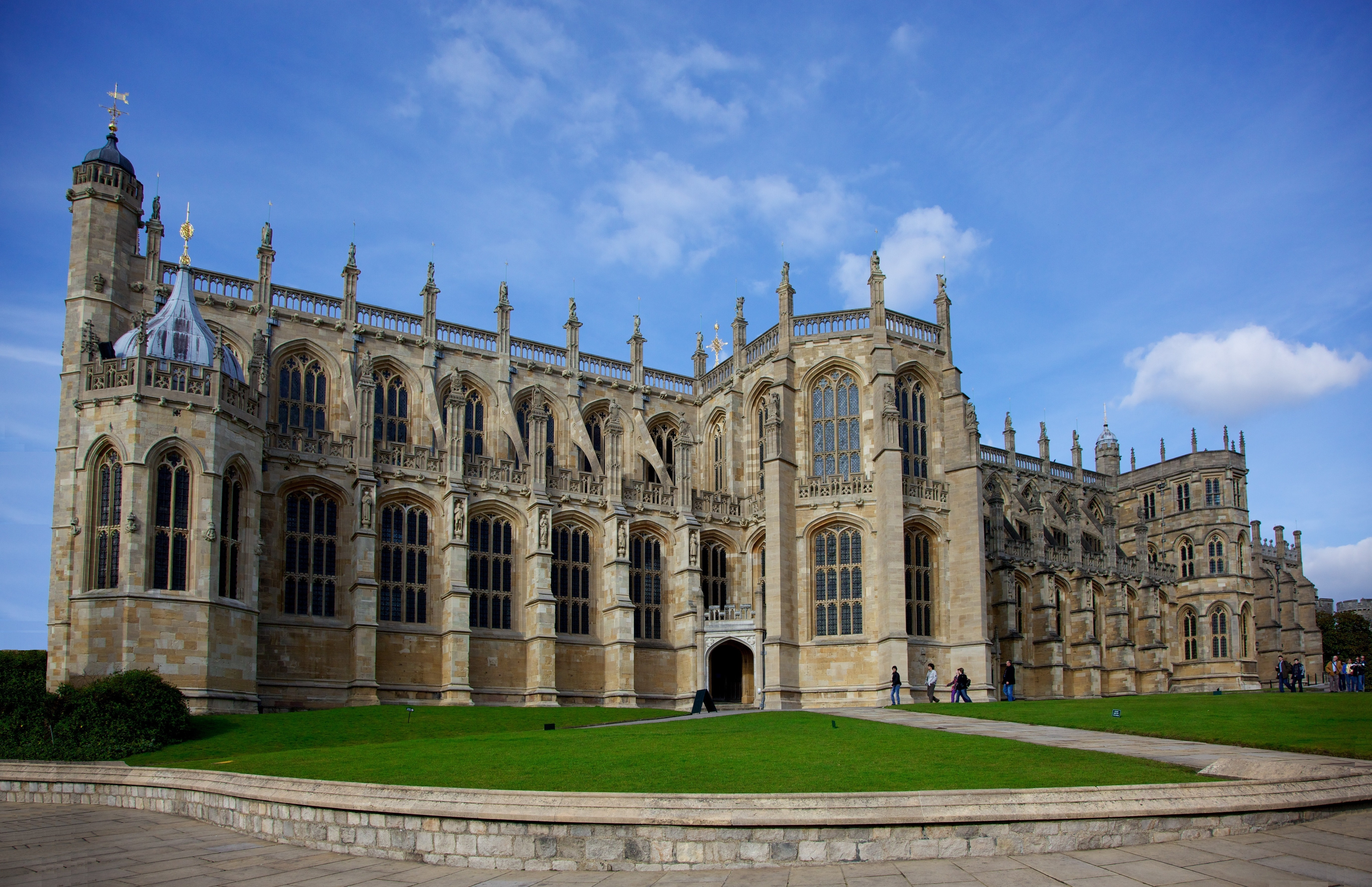
Kaple svatého Jiří na hradě Windsor

Ve Windsoru byla rakev vyzdvižena z vlaku a tažena námořníky na dělovém voze přes město do kaple svatého Jiří na hradě Windsor. Tento průvod byl podobný tomu londýnskému, byl však podstatně menší. Příjezd rakve do královské kaple byl oznámen námořními poddůstojníky. Alžběta II. ustoupila obvyklé přednosti a nechala královnu Alžbětu jít před sebou. Ze samotného pohřbu, kterému předsedal arcibiskup z Canterbury Geoffrey Fisher a arcibiskup z Yorku Cyril Garbett, byly vyloučeny televizní kamery. Přítomen byl také biskup z Winchesteru (Alwyn Williams), který přečetl lekci, a děkan z Windsoru (Eric Hamilton).
Hudba k bohoslužbě zahrnovala poslední pohřební větu z Knihy společných modliteb „I heard a Voice from Heaven“ v nové úpravě Williama Henryho Harrise, varhaníka a hudebního ředitele kaple. Další hudba zahrnovala hymnus „The Strife is O'er, the Battle Done“ a hymnu „God be in my head and in my understanding“ v úpravě Walforda Daviese, která zazněla poté, co podvazkový principál krále zbraní vyhlásil styl a tituly zesnulého krále. Alžběta II. na závěr obřadu položila na rakev královské barvy granátnické gardy. Jako recesní voluntář zaznělo preludium Huberta Parryho „Ye boundless realms of joy“, které si Alžběta II. výslovně vyžádala, aby obřad skončil spíše na nadějné než na smuteční notě. V závěru obřadu zazněla i píseň „Ye boundless realms of joy“.
Před kaplí byly zanechány věnce a květiny; Winston Churchill položil jeden věnec jménem britské vlády, na jehož kartičku napsal „za statečnost“, což je věta vyrytá na Viktoriině kříži, nejvyšším britském vojenském vyznamenání za statečnost. Jiří VI. byl pohřben v královské hrobce kaple svatého Jiří. Během pohřbu lord komoří provedl tradici symbolického zlomení své úřední hole, vlastně odšroubováním kloubu uprostřed a položením poloviny na rakev, nakonec Alžběta II. vhodila hrst hlíny z windsorské půdy.

## Zahraniční hosté

### Královští hosté
- Haakon VII. (norský král)
  - Olaf V. (norský princ a pozdější norský král)
  - Astrid Norská (dcera Olafa V.)
- Frederik IX. (dánský král) a Ingrid Švédská (dánská královna)
  - Axel Dánský (člen dánské královské rodiny)
    - Jiří Valdemar Dánský (syn Axela Dánskéhp)
- Pavel I. Řecký (řecký král)
- Gustav VI. Adolf (švédský král)
- Arnošt August Hannoverský (hlava Hannoverské dynastie)
- Albert II. (belgický princ, později belgický král)
- Šarlota Lucemburská (lucemburská vévodkyně) a Felix Bourbonsko-Parmský (lucemburský princ)
- Juliána Nizozemská (nizozemská královna) a Bernhard Lippsko-Biesterfeldský (nizozemský princ)
- Faisal II. (irácký král)
  - Zeid bin Husajn (irácký princ)
- Husajn I. (jordánský korunní princ, pozdější král Jordánska)
- Amha Selassie (etiopský korunní princ)
- Ali Reza Pahlavi (syn Íránského šáha)
- Sardar Wali Khan (reprezentujíc krále Afghánistánu)
- Bửu Lộc (vietnamský princ)
- Wan Waithayakon (thajský princ)
- Muhammad Abdel Moneim (egyptský princ)

### Ostatní hosté
- Vincent Auriol, prezident Francie
  - Robert Schuman, ministr zahraničí Francie
- Celâl Bayar, turecký prezident
- Ivan Ribar, předseda předsednictva Jugoslávské republiky
- Dean Acheson, ministr zahraničí Spojených států (zastupující prezidenta Harryho S. Trumana)
- Georgij Zarubin, velvyslanec Sovětského svazu
- José Joaquim Moniz de Aragão, velvyslanec Brazílie
- Baber Shumsher Jung Bahadur Rana, bývalý ministr obrany Nepálu
- Hafiz Wahba, velvyslanec Egypta
- Ricardo Rivera Schreiber, velvyslanec Peru
- Subandrio, velvyslanec Indonésie
- Aureliano Sánchez Arango, ministr zahraničních věcí Kuby
- Konrad Adenauer, západoněmecký kancléř

Schuman, Acheson a Adenauer se zúčastnili pohřbu, protože byli všichni na plánované návštěvě Londýna, kde měli vést politická a diplomatická jednání. Týden před královou smrtí požádal britský ministr zahraničí Anthony Eden, aby všichni tři přijeli do Londýna vypracovat dohodu západní velké trojky o zapojení Německa do evropské obranné organizace před konferencí NATO v Lisabonu.